# Sévère Alexandre
Pour les articles homonymes, voir Bassianus, Sévère (homonymie) et Alexandre.
 (avril 2020).
Si vous disposez d'ouvrages ou d'articles de référence ou si vous connaissez des sites web de qualité traitant du thème abordé ici, merci de compléter l'article en donnant les références utiles à sa vérifiabilité et en les liant à la section « Notes et références ».
Sévère Alexandre (Imperator Cæsar Marcus Aurelius Severus Alexander Pius Felix Augustus, Persicus Maximus (?)), né en 208 à Arca et mort assassiné en 235 près de Mayence, est un empereur romain ayant régné de 222 à 235.
Alexandre est le dernier de la dynastie des Sévères. Il hérite de l'Empire romain en 222 à la suite de la mort de son cousin Héliogabale, devenant alors le plus jeune empereur de l'histoire.
Le règne d'Alexandre est prospère et globalement paisible. Cependant, Rome est militairement confrontée à la montée de l'Empire sassanide et aux raids des Alamans, qu'Alexandre parvient à repousser. Mais, au cours d'une campagne militaire, il est visé par des accusations de corruption, ce qui provoque une conspiration aboutissant à son assassinat en 235.
Maximin Ier le Thrace lui succède sur le trône impérial. La mort d'Alexandre marque le début de la crise du troisième siècle, qui se traduit par près de cinquante ans de guerres civiles, d'invasions étrangères et de crises économiques.

## Ses débuts

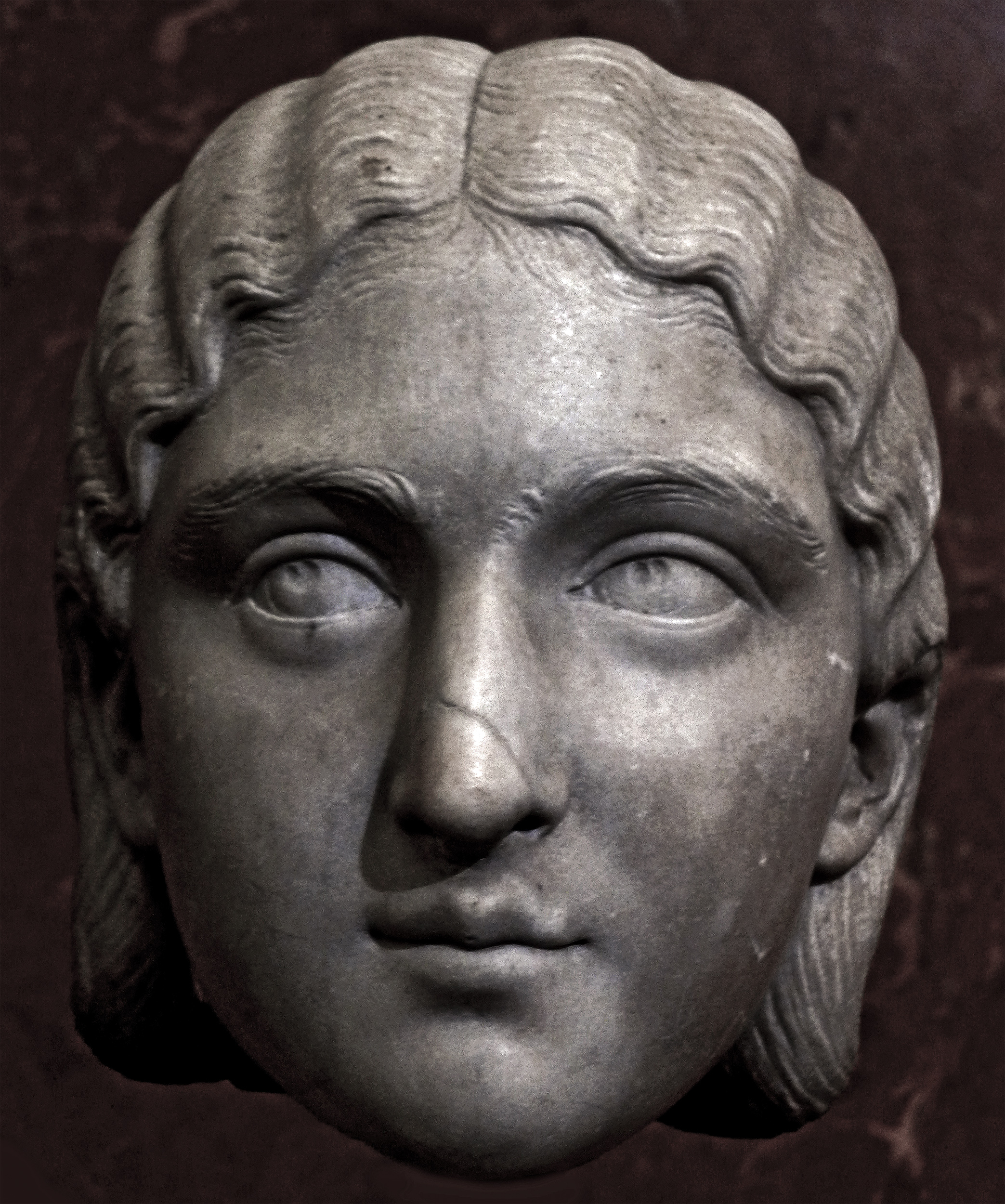
Orbiane, femme de Sévère Alexandre (musée du Louvre).

À sa naissance, en 208 à Arca (Tell Arqa), dans la province romaine de Syrie (aujourd'hui dans le Nord du Liban), il est nommé Gessius Bassianus Alexianus. Élevé par sa grand-mère Julia Mæsa, belle-sœur de Septime Sévère, et par sa mère Julia Mamæa, le jeune prince bénéficie d'une éducation soignée.
Fils de Marcus Julius Gessius Marcianus, Sévère Alexandre reçoit tous ses titres après que son père est assassiné sur l'ordre de l'empereur Macrin, en 218. Sa première épouse, Memmia, sans doute d'origine africaine, aurait été exécutée. Sa seconde épouse, Orbiane, est une aristocrate romaine. Natif de Syrie romaine, comme son prédécesseur Héliogabale, il ne souhaite pas qu’on le considère comme tel, mais avant tout, comme romain. Il est nommé Alexandre, parce qu'il est né dans un temple dédié à Alexandre le Grand.
Petit-neveu de l'empereur Septime Sévère, Sévère Alexandre succède à son cousin Héliogabale, qui le choisit comme « césar » en 221. Héliogabale tente ensuite de revenir sur sa décision, mais Julia Mæsa provoque alors une révolte des prétoriens qui coûte la vie à l'empereur,.
L’assassinat d’Héliogabale fait d'office de Sévère Alexandre le nouvel empereur. Celui-ci est aussitôt nommé « Auguste » par le Sénat. Sévère Alexandre refuse cependant de prendre le titre de « Grand » et le nom d’« Antonin », pourtant attribués par le Sénat. Ce refus fait dire de lui qu’il est ferme et qu'il possède une grande force de caractère. C’est l'armée qui lui donne le nom de Sévère.
Il entame son règne à l'âge de 14 ans, lequel durera jusqu'à sa mort, à moins de 27 ans. Il prend des mesures allant à l'encontre de celles de son prédécesseur, surtout dans le domaine religieux. Ainsi, renvoie-t-il à Émèse la « pierre noire » du culte solaire, objet d'indignation pour certains Romains. Il épouse la fille de son cousin Varius Marcianus, Orbiane, déclarée Augusta et mal vue de Mamaea.

## Un règne paradoxal: qualités personnelles et défiance à l'égard de l'armée

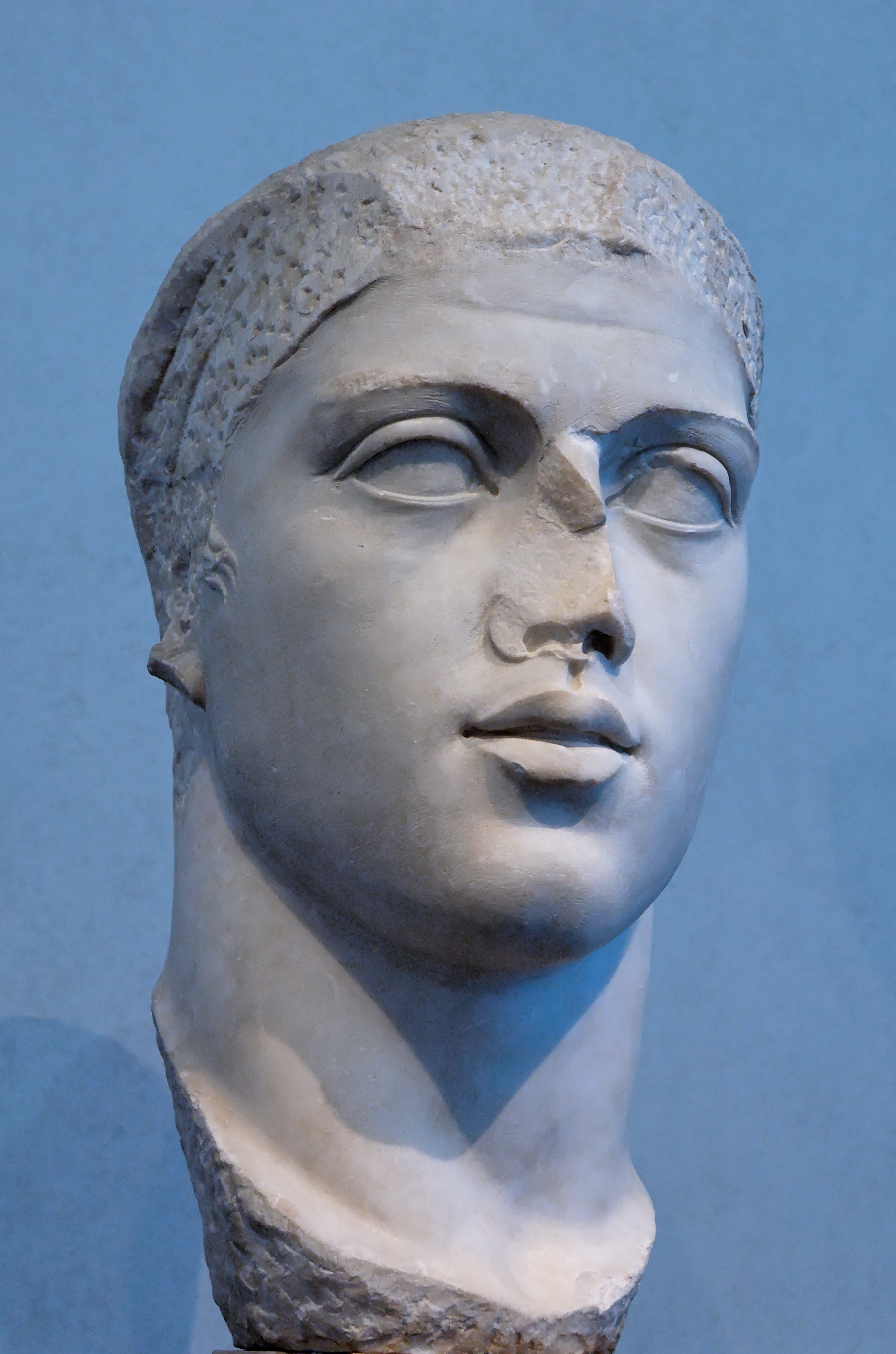
Buste de l'empereur Sévère Alexandre. Marbre, œuvre romaine, 222-235.

Deux principaux traits de caractère définissent le jeune empereur : il est très influencé par sa mère, l'impératrice Julia Mamaea, et il est peu doué dans le domaine militaire — il a même une aversion pour les combats et la violence en général.
Sévère Alexandre jouit d'une réputation de sagesse, passionné par les personnages illustres des temps anciens, tels Achille, Platon, Alexandre le Grand, Cicéron... Dans ses appartements, il possède les portraits et les bustes de ces grands hommes. Son règne est globalement qualifié de pacifique et de non sanglant. Il vit et s’habille avec simplicité, fait preuve de piété et ne se livre pas à la luxure, comme tant de ses prédécesseurs. Malgré la fortune amassée par sa mère, il se montre soucieux d’économie, sans pour autant être avare : aux banquets, il limite le nombre de convives, et certains mets ne sont servis qu’au moment des fêtes. L'empereur est juste, honorable, indulgent. Par exemple, malgré sa crainte des attentats qui le rend méfiant, une fois ses soupçons apaisés, il se montre en général bienveillant avec tous. Réformateur, il accepte les chrétiens et ne tolère à leur égard aucune persécution — d’après certains écrits, cette attitude, qui tranche beaucoup avec celle de nombre de ses prédécesseurs et successeurs, s'explique par l'influence de sa mère, laquelle entretient de très bonnes relations avec cette communauté. À l’écoute du peuple, Sévère Alexandre tente d'assainir l'administration de Rome après les désordres du règne de son cousin germain et prédécesseur Héliogabale. Sa mère, jalouse de son épouse, fait exiler celle-ci pour que son fils n'échappe pas à son influence. Les soldats cependant n’apprécient pas l'empereur, le trouvant trop soumis à sa mère.
Les sources antiques accablent Héliogabale et encensent le nouvel empereur, le parant de toutes les qualités. Seul Hérodien émet des réserves : selon lui, Sévère Alexandre, malgré sa douceur et son amabilité, se révèle faible et manque d'autorité auprès de l'armée. Pourtant, sous l'influence de sa mère et de sa grand-mère, Julia Maesa, le jeune empereur redonne un rôle important au Sénat, dont seize membres vont former autour de lui un « conseil de gouvernement » — et « de régence », tant qu'il est mineur. Sévère Alexandre préfère déléguer les questions militaires à des dignitaires de confiance. Il s'entoure de conseillers éminents, tels les juristes Ulpien — qui devient préfet du prétoire (commandant de la garde impériale) —, ou Herennius et Modestin. Il lance une importante politique urbanistique, avec la reconstruction des thermes de Néron, rebaptisés Thermæ Alexandrinæ, qui s'élèvent sur le Champ-de-Mars. La mort de sa grand-mère Julia Mæsa en 223 affaiblit politiquement l'empereur, car cette maîtresse femme avait une influence forte, y compris sur de nombreux généraux et officiers. Les militaires, justement, voient d'un assez mauvais œil le rétablissement d'un régime politique dominé par les fonctionnaires civils. Une révolte des prétoriens coûte ainsi la vie à Ulpien, tué sous les yeux mêmes de l'empereur horrifié, tandis que l'ancien gouverneur de Pannonie, le célèbre historien Dion Cassius, préfère prendre sa retraite en Bithynie, sa province natale.
L'empereur Sévère Alexandre fait lever un certain nombre de nouveaux impôts. Mais d’après diverses sources, le peuple sous son règne paye trente fois moins d’impôts que du temps de son prédécesseur Héliogabale. Son principat est également caractérisé par des réformes économiques venant en aide aux plus pauvres.
Souverain, il fait battre monnaie en électrum (alliage naturel d'or et d'argent).
Il admire en Alexandre le Grand le courage au combat et la volonté de conquête, dont son tempérament est dépourvu. Il se montre extrêmement dur envers les militaires, à qui il fait toujours payer le prix fort, dès qu'ils sont coupables d'insubordination ou de vol, ce qu'il a en horreur.

## Un assassinat qui allait provoquer la longue période de l'Anarchie militaire

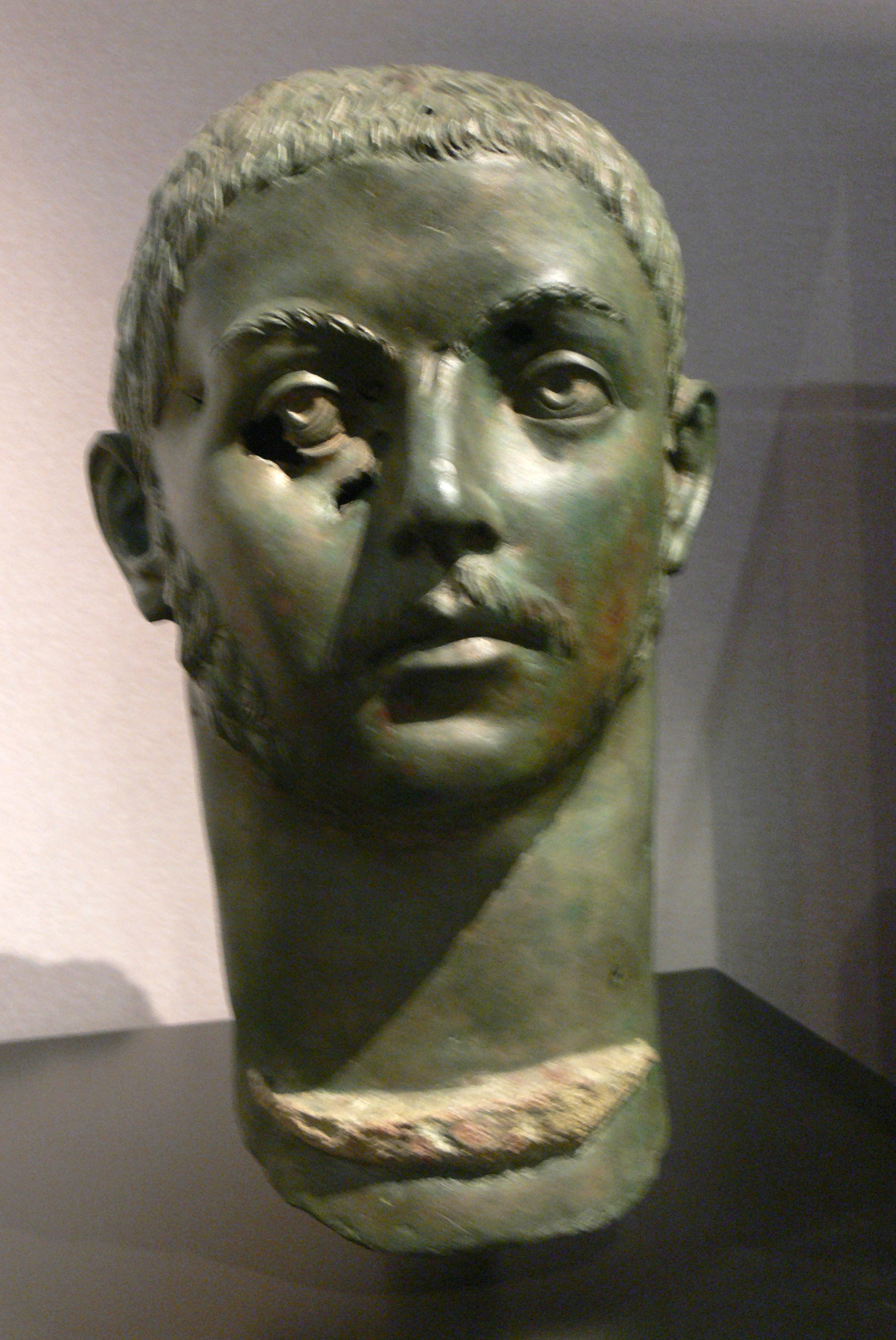
Buste en bronze de l'empereur Alexandre Sévère, retrouvé en 1973 sur le site romain de Carnuntum (Basse-Autriche).

L'empereur affronte les Perses sassanides. Ceux-ci ont refait leur unité en 227 sous la conduite du roi Ardachîr Ier et pillent la Mésopotamie et la Cappadoce en 231. L'empereur, à la tête d'une armée considérable, entreprend contre les Perses une campagne qui ne sera qu'un demi-succès. Il est souvent aux prises avec des révoltes sporadiques de ses troupes qui craignent son irrésolution. De retour à Rome en 233, l'empereur donne des Jeux Persiques qui n'augmentent pas pour autant sa popularité. Il lui est souvent reproché l'influence de sa mère sur lui. En 234, il se rend à Mogontiacum (Mayence) pour repousser les Germains, en particulier les Alamans, mais hésite à combattre et préfère négocier la paix. Cette politique de non-violence est taxée de mollesse par les chefs de l'armée ; le 18 mars 235, au lieu-dit vicus Britanniæ, ils assassinent dans sa tente l'empereur Sévère Alexandre, âgé de 26 ans, alors qu'il s'y était retiré seul pour se reposer. Ils assassinent de même, le même jour, l'impératrice Mamaea, sa mère, et proclament aussitôt empereur l'un des leurs, Maximin. Les circonstances de sa mort varient quelque peu d’un auteur à l’autre ; il fut bien assassiné dans sa tente, soit par un soldat gaulois, soit par un ou plusieurs soldats romains, peut-être commandités par Maximin lui-même. Sévère Alexandre, durant un instant, demanda grâce, mais succomba en silence sous les coups meurtriers. Son assassinat allait ouvrir la longue période de l'Anarchie militaire, qui allait durer jusqu'au règne d'Aurélien et même de Dioclétien, soit exactement 50 ans.
La figure de Sévère Alexandre a été magnifiée par l'Histoire Auguste. Dans les faits, il fut un empereur trop jeune. Quoique doué de la meilleure volonté, il avait en aversion l'activité et les violences militaires de son temps. Diverses sources retranscrivent sa vie, et on y retrouve généralement deux tendances : celle qui le « divinise », et celle qui le considère comme un empereur faible. La tragédie personnelle de Sévère Alexandre est qu'il a été un empereur qui n'était pas fait pour régner en des temps où la violence était la première caractéristique du pouvoir et du maintien au pouvoir.
La dynastie des Sévères prend fin comme elle a commencé, par un coup d'État. L'armée, désormais consciente de toute sa force, va jouer un rôle prépondérant dans la période qui s'ouvre, celle dite de l'Anarchie militaire, où les empereurs vont se succéder à un rythme accéléré, toujours par l’intermédiaire de cette armée romaine qui décidera violemment du maintien ou non d’un empereur au pouvoir. De plus, l’empire sera de plus en plus menacé par les invasions barbares, par des épidémies dramatiques et par diverses crises économiques.

## Noms et titres

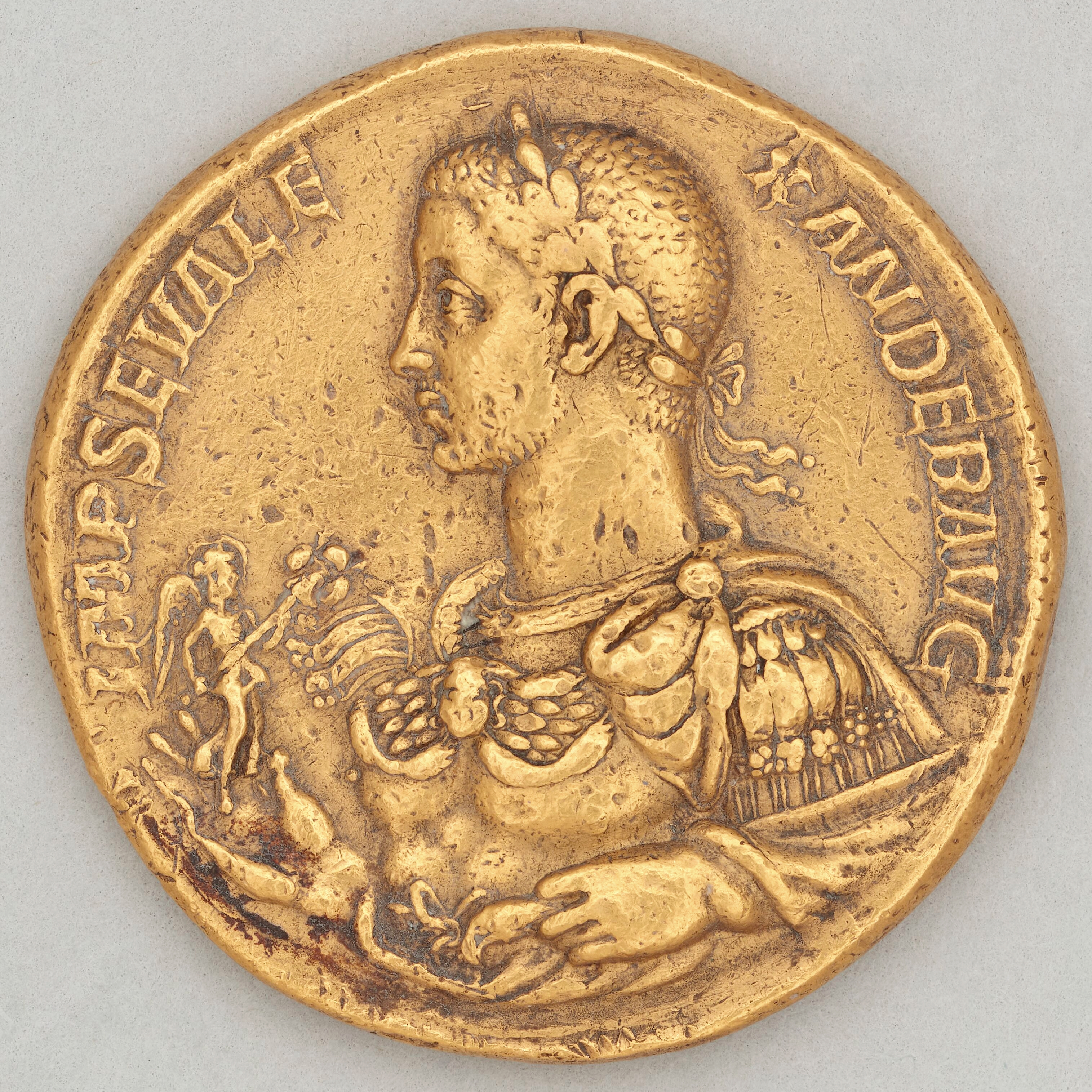
Médaillon en or émis en 230, d'une valeur de 8 aurei (51,14 g.) provenant du trésor de Tarse (1863) et conservé au Cabinet des médailles de la BnF.

### Noms successifs
- 208, naît Gessius Bassianus Alexianus
- 221, est fait César par Héliogabale : Imperatoris Cæsaris Marci Aurelii Antonini Pii Felicis Augusti Filius Divi Antonini Magni Pii Nepos Divi Severis Pronepos Marcus Aurelius Alexander
- 222, accède à l'Empire : Imperator Cæsar Marcus Aurelius Severus Alexander Pius Felix Augustus
- 235, titulature à sa mort : Imperator Cæsar Marcus Aurelius Severus Alexander Pius Felix Augustus, Pontifex Maximus, Tribuniciæ Potestatis XIV, Imperator XIV, Consul III, Pater Patriæ

### Titres et magistratures
- Consul en 222, 226 et 229
- Détient la puissance tribunitienne à partir de 222, renouvelée tous les ans le 11 mars
- Salué Imperator en 222, 223, 224, 225, 226, 227, 228, 229, 230, 231, 232, 233, 234, 235
- Pater Patriae en 222